# Лёгкая атлетика на летних Олимпийских играх 1900 — прыжки с шестом
Соревнования по прыжках с шестом среди мужчин на летних Олимпийских играх 1900 прошли 15 июля. Приняли участие восемь спортсменов из пяти стран.

## Призёры
| Золото             | Серебро            | Бронза                         |
| Ирвинг Бакстер США | Мередит Колкет США | Карл Альберт Андерсен Норвегия |

## Рекорды
| Мировой рекорд     | Официального рекорда не было до 8 июня 1912 года | —      |               |                |  |
| Олимпийский рекорд | Уэллс Хойт (USA)                                 | 3,30 м | Афины, Греция | 10 апреля 1896 |  |

## Соревнование
| Место | Спортсмен                   | Результат  |
| ----- | --------------------------- | ---------- |
| 1     | Ирвинг Бакстер (USA)        | 3,30 м =OR |
| 2     | Мередит Колкет (USA)        | 3,25 м     |
| 3     | Карл Альберт Андерсен (NOR) | 3,20 м     |
| 4     | Эмиль Гонтье (FRA)          | 3,10 м     |
| 4     | Якоб Каусер (HUN)           | 3,10 м     |
| 4     | Эрик Лемминг (SWE)          | 3,10 м     |
| 7     | Карл Штааф (SWE)            | 2,80 м     |
| 8     | Август Нильссон (SWE)       | 2,60 м     |